# Вахау
Вахау (нем. Wachau) — долина Дуная в Нижней Австрии между городами Мельк и Кремс, начинающаяся приблизительно в 80 км западнее Вены. Благодаря обилию памятников культуры и истории, а также традициям виноделия долина занесена с 2000 года в Список всемирного наследия. 

## Местоположение
Винодельческая долина Вахау протянулась на 30 км вдоль русла Дуная. Помимо Мелька и Кремса, в этой местности находятся города Шпиц, Дюрнштайн и село Вайсенкирхен.
Существующий ландшафт долины образован, с одной стороны, Дунаем и близкими к его берегам, климатически благоприятными областями, а с другой — приграничными холмами лесного массива Дункельштайнвальд (высотой свыше 900 м).
Умеренный климат способствовал развитию в долине виноделия и выращиванию фруктов. Частые летом солнечные дни с прохладными ночами придают большое значение производимому в долине вину. Среди фруктов наибольшее значение имеют выращиваемые в Вахау абрикосы.

## История
Близ местечка Виллендорф (территория муниципалитета Агсбах) была обнаружена палеолитическая статуэтка женской фигуры — Венера Виллендорфская.
До середины XII века долина находилась во власти баронов Кюнрингов, которые владели замками Аггштайн (южнее Дуная) и Дюрнштайн (севернее Дуная) и слыли в округе грабителями судов. Кюнринги ставили свои замки на вершинах труднодоступных холмов по берегам Дуная. При этом судна, проплывающие по Дунаю, часто подвергались нападениям их людей. После смерти последнего представителя рода его крепости превратились в руины, которые можно видеть сегодня.
Со временем правления Бабенбергов связана легенда о заточении в Дюрнштайне английского короля Ричарда Львиное Сердце. Правдивость этой легенды, однако, сомнительна. Ричард, как доказано историками, большую часть своего плена был заточён в других замках: Кюнрингербург, Оксенфурт, имперский замок Трифельс. 
В XVI—XVIII веках крупнейшими землевладельцами были католические монастыри Мельк, Готтвейг и другие, которые также были крупнейшими в Австрии производителями вина.  Впрочем, до конца XX века Вахау не воспринималось как значимый винодельческий регион; бурное развитие виноделия здесь началось лишь в 1970-е годы. 
В конце XIX века благодаря пейзажам столичных живописцев долина приобретает у жителей Вены известность как место отдыха. Второй пик развития туризма приходится на период после Второй мировой войны.
В 1938 году в честь аншлюса (присоединения Австрии к нацистской Германии) поэт Х. Хегер и композитор Г. Штрекер написали песню с рефреном «Пробудись, немецкое Вахау!» (Wach auf, deutsche Wachau!).
С 1995 года местность стала известна как место проведения Европейского форума Вахау (аббатство Готтвайг).

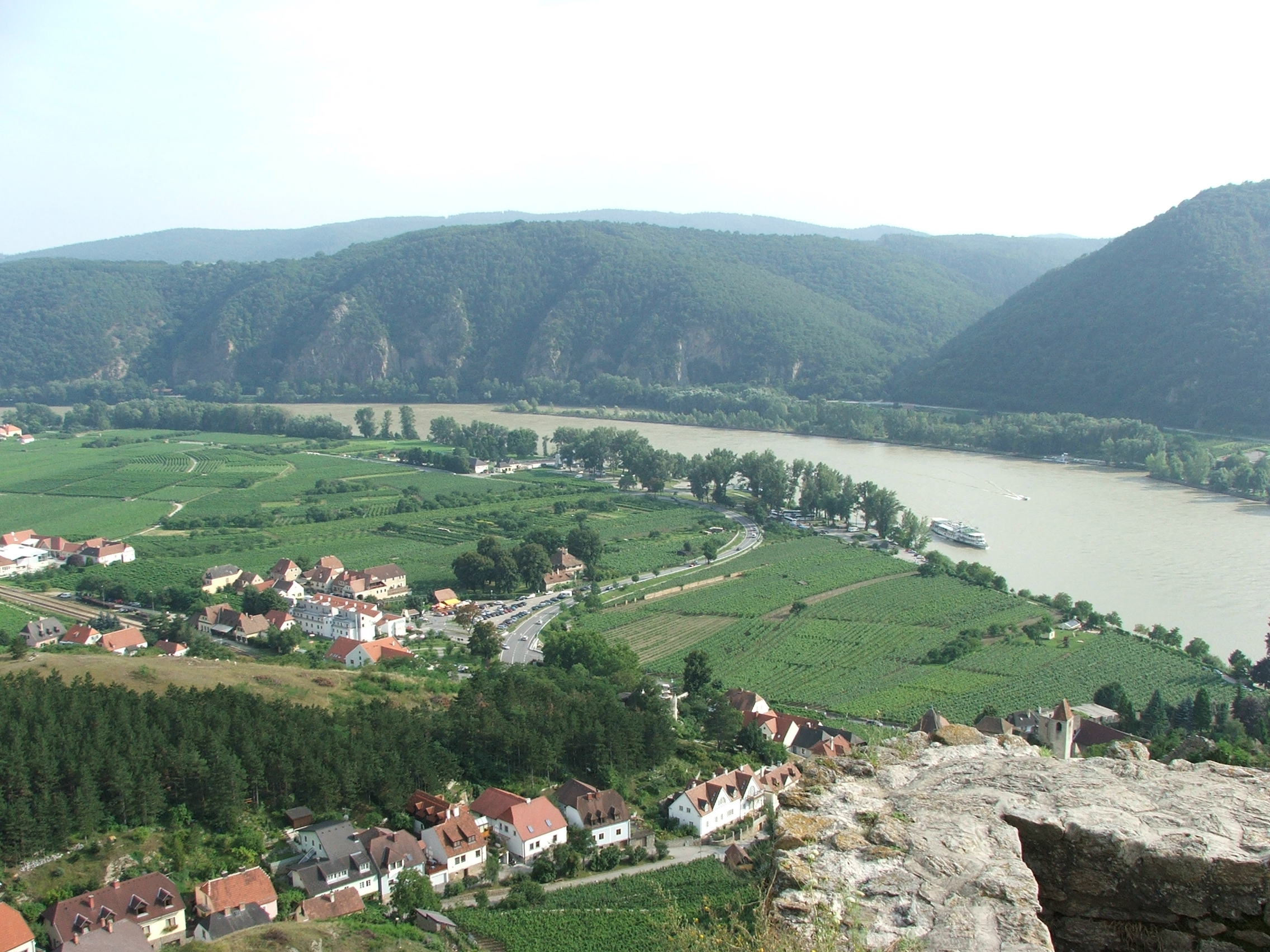
Вид на восточную долину Вахау
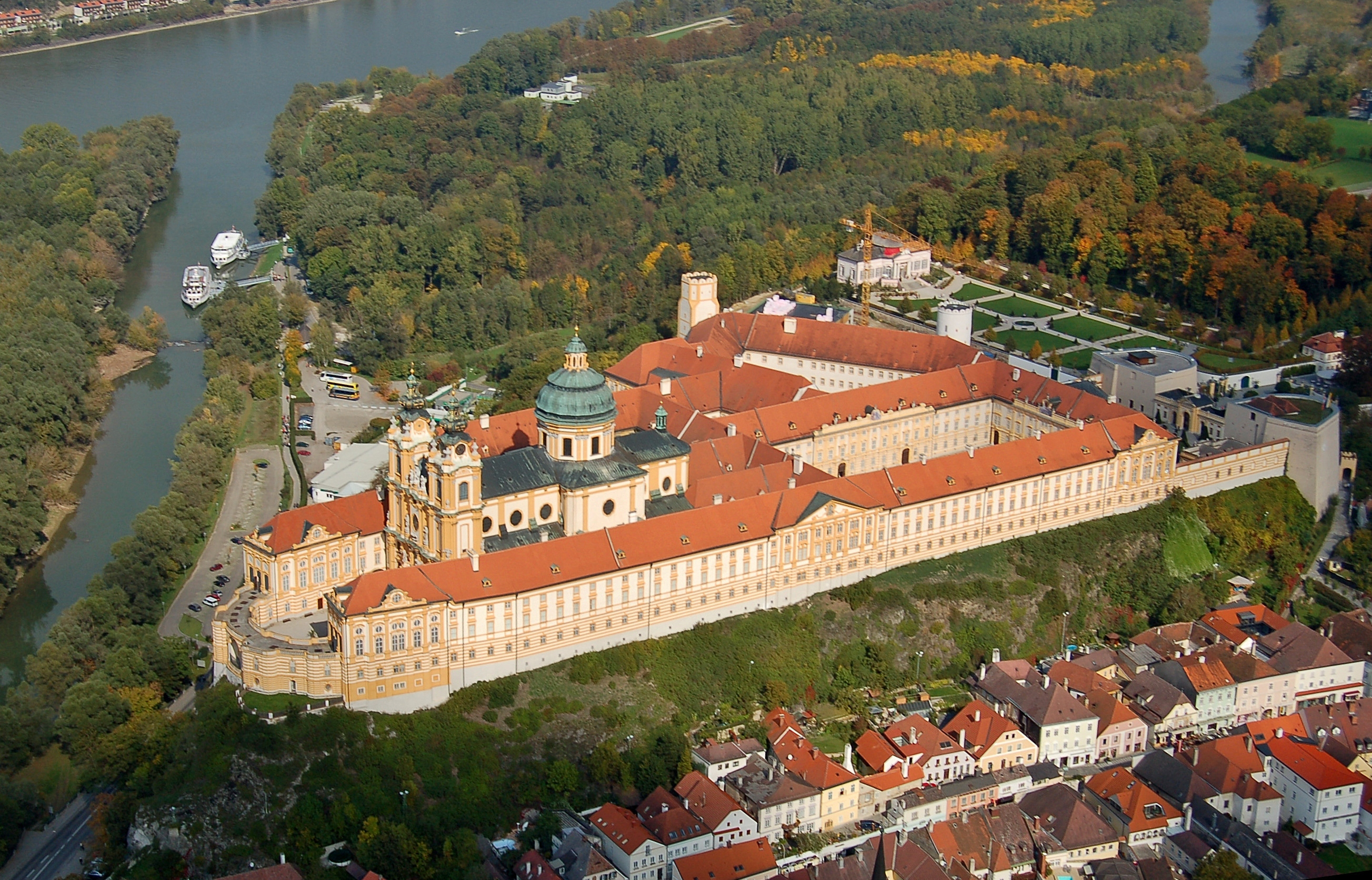
Монастырь в Мельке
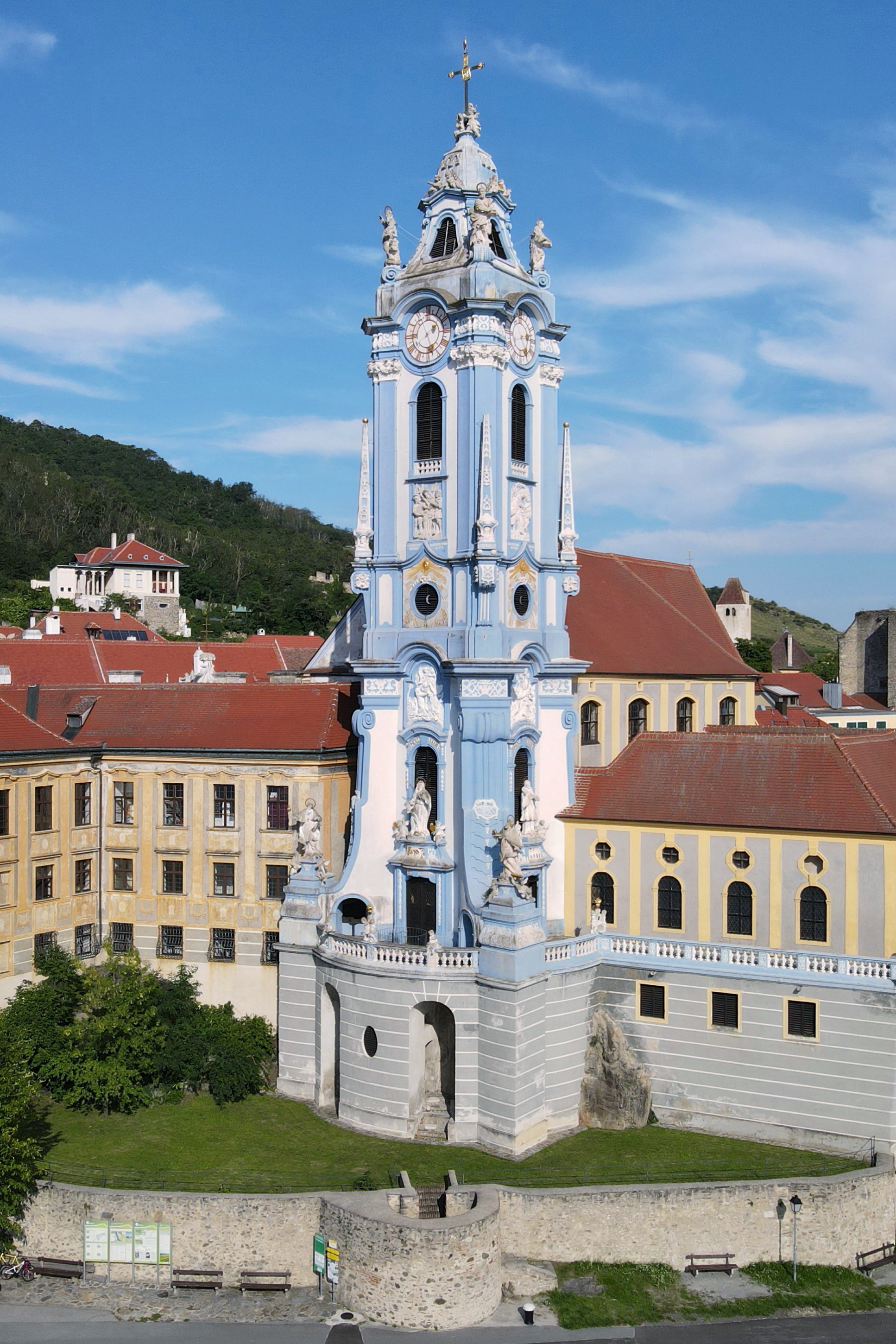
Колокольня в Дюрнштайне
Набережная Дюрнштайна
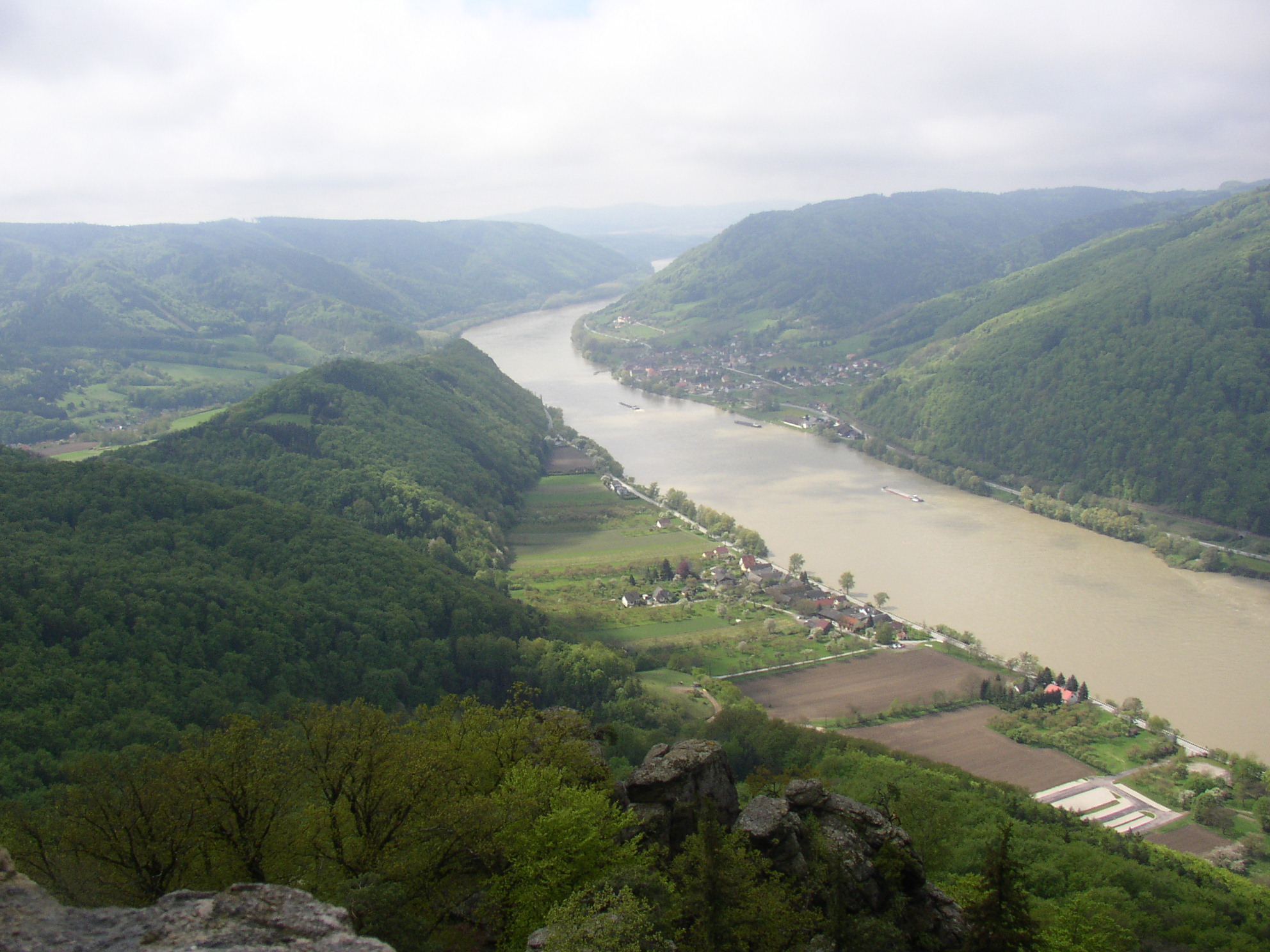
Вахау западнее руин крепости Аггштайн

## Виноделие
Помимо туризма (в значительной степени велосипедного), основой экономики Вахау остаётся производство белых вин, хотя территория, занятая виноградниками, весьма не велика (около 1350 га). Исторически производство вина было привилегией местных монастырей, которые подчинялись епископам Пассау. Во время секуляризации конца XVIII века лучшие виноградники приобрёл вельможный князь фон Штаремберг. 

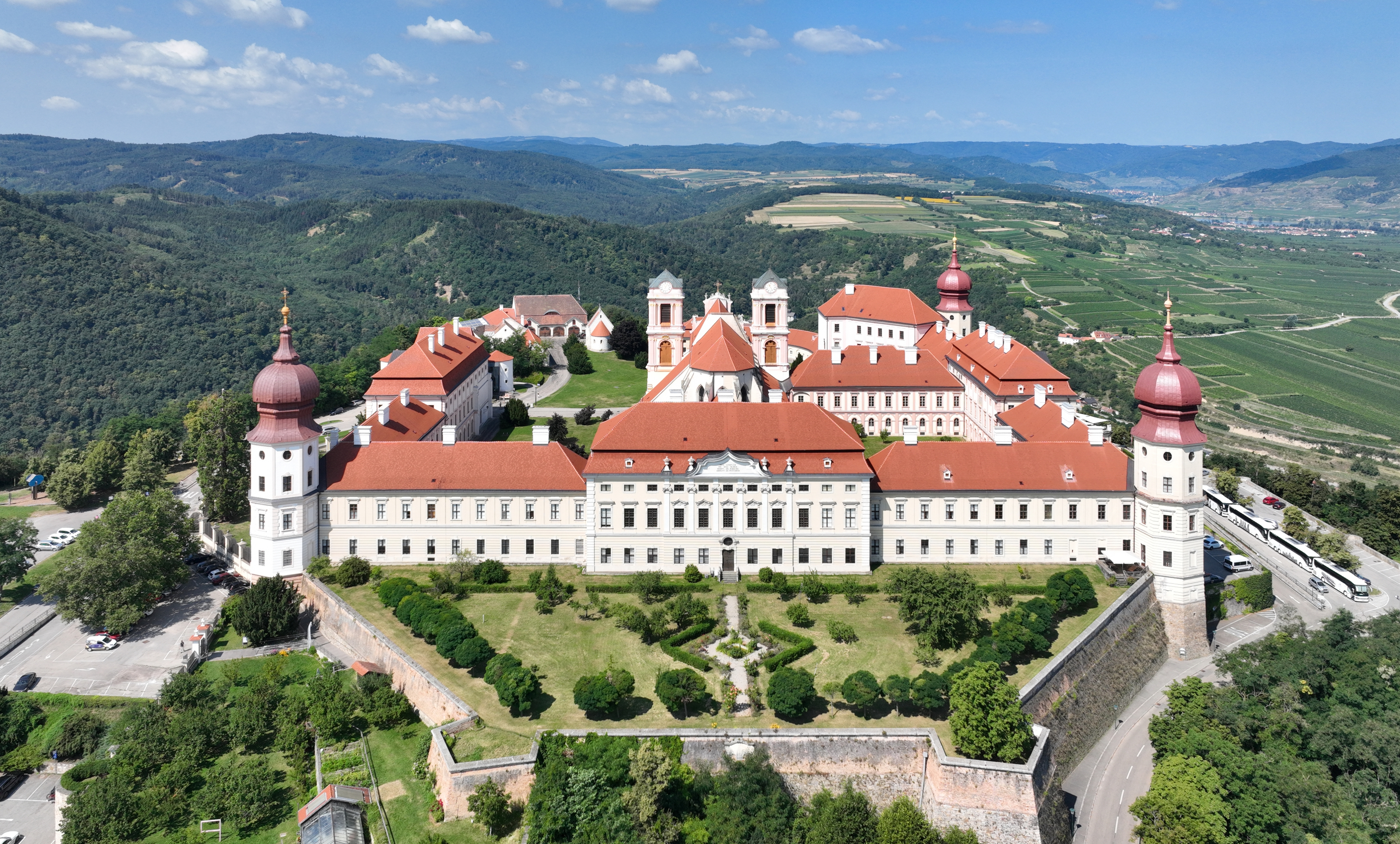
Аббатство Готтвейг на фоне виноградников грюнер-вельтлинера

Ещё в XVIII веке было установлено, что наиболее изысканные вина даёт виноград, выращенный на крутых каменистых склонах Дуная с весьма тонким слоем почвы. Лучше всего вызревает виноград на склонах, ориентированных в сторону юга. Из винограда с таких склонов получают «хрустящие» вина с минеральной ароматикой, пригодные к длительной выдержке. Полнотелые вина из наиболее зрелого винограда именуются  «смарагд».
В середине XX века регион производил в основном сладкое и полусладкое вино, которое оптом экспортировалось на винзаводы ФРГ. Лишь в 1970-е годы четыре винодельческих хозяйства начали целенаправленно улучшать качество местного сухого вина. Основным направлением деятельности стал отбор лучших клонов сорта грюнер-вельтлинер. С наступлением XXI века конкуренцию ему стал составлять рислинг.
Международное внимание к винам Вахау было привлечено в 2002 году, когда на «слепой» дегустации, организованной Дженсис Робинсон, австрийские белые вина одержали победу над гораздо более дорогими и прославленными винами из Бургундии.

## Угрозы
В начале 1970-х правительство озвучило планы соорудить в долине гидроэнергетическую станцию в целях увеличения производимых объёмов электроэнергии и улучшения водного сообщения. Однако этим планам помешали протесты живущего в Вахау населения, и в 1982 году проект был окончательно отклонён. В 2006 году рукава Дуная, призванные ранее служить ГЭС, были снова направлены в Дунай. 
В начале XXI века в долине активна рабочая группа, занимающаяся вопросами борьбы против постройки в регионе ГЭС. Группа координируется из своего офиса в Шпитце и представляет интересы 13 общин долины, а также целого ряда неправительственных организаций и прочих спонсоров и друзей региона.

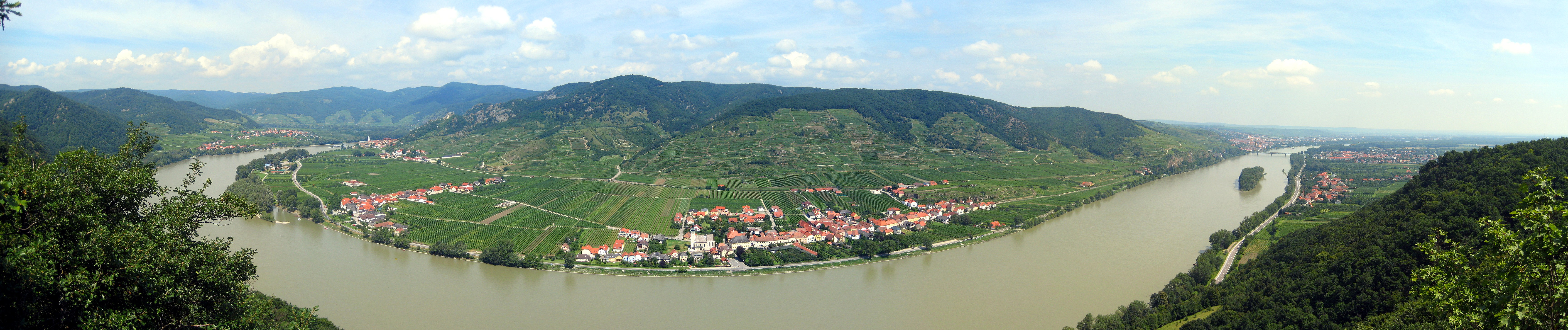
Панорама Вахау: слева вдалеке — Дюрнштайн, справа вдали — Кремс